# سلیمان معینی
سلیمان معینی مشهور به «فایق امین» یکی از پنج رهبری (همراه با قادر شریف، اسماعیل شریف‌زاده، ملااحمد شلماشی (ملا آواره) و محمد امین سراجی) است که در تابستان ۱۳۴۲ کمیته انقلابی حزب دمکرات کردستان را در مقابل رهبری احمد توفیق تشکیل دادند.

## زندگی‌نامه
سلیمان معینی در ژانویه سال ۱۹۳۳ میلادی برابر با ۱۳۱۱ هجری شمسی در مهاباد به دنیا آمد. پدرش محمد امین معینی وزیر داخله حکومت جمهوری مهاباد در زمان قاضی محمد بود.
معینی علاوه بر مهاباد تحصیلاتش را در شهرهای، تبریز و تهران نیز ادامه داد.
اردیبهشت ۱۳۴۷ سلیمان معینی یکی از سران سرشناس انقلابی روژهلات کردستان توسط حزب دمکرات کردستان عراق به ریاست ملا مصطفی بارزانی ترور گردید و پیکر وی به نیروهای ساواک و حکومت پهلوی ایران تحویل داده شد.

## فعالیت‌های سیاسی
او بعلت فعالیت‌های سیاسیش در سال ۱۳۳۷ زندانی گردید. بعد از آزادی همراه با عده‌ای از فعالین سیاسی کرد آن زمان به رهبری احمد توفیق (عبدالله اسحاقی) به قیام مبارزین کردستان عراق پیوست. او در کنگره دوم حزب دمکرات کردستان (سال ۱۳۴۲ خورشیدی) همراه با دوازده نفر دیگر به عنوان عضو دفتر مرکزی حزب انتخاب شد ولی بعد از مدتی با عملکردهای احمد توفیق (عبدالله اسحاقی) دبیر اول وقت حزب دمکرات کردستان ایران که از سوی حزب دمکرات کردستان عراق نیز پشتیبانی می‌شد به مخالفت برخاست. بعد از شروع این اختلافات وی در اواسط دهه چهل شمسی همراه با عده‌ای از کادرها و رهبران از حزب دمکرات کردستان به رهبری احمد توفیق جدا شد و کمیته انقلابی حزب دمکرات کردستان را تشکیل داد. این گروه نوبنیاد بعد از آموزش‌های چریکی و نظامی (در کردستان عراق) یکسری حرکات مسلحانه پراکنده علیه حکومت شاهنشاهی ایران به راه انداختند که در زمانی کمتر از ۱۸ ماه منجر به کشته شدن بسیاری از رهبران و کادرهای آن در ایران و عراق گردید.
سلیمان معینی، عبدالله معینی، ملااحمد شلماشی (ملا آواره) و اسماعیل شریف‌زاده وارد کردستان ایران می‌شوند و شروع به عضوگیری می‌کنند و یکی از اقدامات قابل توجه آنها خلع‌سلاح یکی از پاسگاه‌های ژاندارمری پیرانشهر بود. اقدامات معینی و همراهانش در آن سالها سبب خشم شدید ساواک می‌شود و این سازمان برای مقابله و نابودی آنها وارد عمل می‌شود. این کمیته حدود ۲۰۰ نفر عضو داشتند و در ۹ دسته در شمال کردستان ایران فعالیت می‌کردند (در کردستان مکری و جنوب استان آذربایجان غربی) پس از ۱۸ ماه، در سال ۱۳۴۷ اویسی فرمانده ژاندارمری وقت دست به تعقیب آنان زد، ۱۰۴ نفر از آنها را دستگیر، ۲۳ نفر کشته و ۲۸ نفر تسلیم شدند و بحران ختم می‌شود. حمایت ملامصطفی بارزانی از دولت ایران یکی از عوامل اصلی شکست این جریان بود.
اسماعیل شریف‌زاده در اردیبهشت ۱۳۴۷ در نزدیکی بانه کشته شد. کمی بعد عبدالله معینی و سلیمان معینی به قتل رسیدند. ملا احمد شلماشی، معروف به ملا آواره، به همراه دو تن از یارانش در روستایی دستگیر و در مرداد ۱۳۴۷ در سردشت اعدام شدند.

## مرگ
شخص اویسی برای کشتن سلیمان معینی برگزیده می‌شود او نیز پارتی و ملا مصطفی بارزانی را برای دستیابی به این مهم مأمور می‌نماید و در نهایت ملا مصطفی بارزانی وارد عمل می‌شود.
در آن زمان سلیمان معینی و خلیل شوباش در صدد بودند از سلیمانیه به طرف روژهلات کردستان بروند. مسیر آنها از منطقهٔ سیتک سلیمانیه می‌گذشت. ملا مصطفی بارزانی رهبر پارتی کسانی را مأمور دستگیری یا کشتن آنها می‌کند. به همین دلیل از راه یکی از جاسوسهای خود با نام قاله تگرانی که اهل روستای تگران بود در سیتک و توسط یکی از افراد حزب با نام صدیق برای اتومبیل سلیمان معینی و خلیل شوباش کمین کرده و آنها را دستگیر نمودند و به درخواست مقر بارزانی همان‌جا خلیل شوباش را در مقابل چشمان سلیمان معینی ترور می‌کنند و سلیمان معینی را هم به مقر ریاست آن زمان می‌برند.
پس از دستگیری معینی در ازمر سلیمانیه و شنکجه کردنش در مقرات پارتی درروز چهارشنبه ۱۵ مه ۱۹۶۸ /۲۵ اردیبهشت ۱۳۴۷ سلیمان معینی به دستور شخص مال مصطفی بارزانی ترور و جسد او تحویل مقامات وقت ایران داده می‌شود.
پیکر معینی بلافاصله به ژنرال بیات مسئول دستگاه ساواک ایران تحویل داده می‌شود. این ژنرال ایرانی نیز پیکر معینی را در شهرهای اشنویه و پیرانشهر و مهاباد در مقابل چشم مردم به نمایش گذاشت.
ساواک هم بخا‍طر وحشت و ترساندن مردم جسد او را به دیوار مسجد بزرگ شهر مهاباد آویزان می‌کند.
بعد از چند روز مردم مهاباد و سایر مناطق روژهلات کردستان نیز طی مراسمی پیکر وی را در قبرستان بوداق سلطان مهاباد به خاک سپردند.